# Bashiqa
Bashiqa (curdo: Başîk, arabo: بعشيقة, Ba'shiqah, siriaco: ܒܝܬ ܥܫܝܩܐ) è una città dell'Iraq situata nel governatorato di Ninawa.

## Etimologia
Il nome della città deriva dalle parole neo-aramaiche assire "Bet" e "Ashiqa", che significa "casa degli amanti".

## Storia
Bashiqa è ufficialmente territorio iracheno, ma è controllata e rivendicata dal governo regionale del Kurdistan dopo la caduta di Saddam Hussein nel 2003. Secondo l'articolo 140 della costituzione irachena, un referendum dovrebbe decidere se continuare ad essere gestito dal governo centrale o dal governo curdo. Lo stato della città non è ancora pienamente compreso. Secondo quanto riportato da Human Rights Watch (2011), dall'UNHCR (2007) e da altre organizzazioni per i diritti umani, i cittadini sono costretti e minacciati di violenza se non dovessero votare per l'inclusione della città nella regione del Kurdistan.
Nella piazza cittadina di Bashiqa, Du'a Khalil Aswad, una giovane donna della comunità yazida, fu fatta uccidere nel 2007 da una grande folla di uomini in un'"uccisione d'onore".
Nel 2012, le autobombe sono entrate in città. Nel giugno 2014, l'ISIS ha assunto il controllo della città e ha cambiato nome nella città di Du'a. Gli yazidi sono fuggiti dalla città nel 2014.
La regione ha visto combattere tra i miliziani dell'ISIS e i peshmerga, ma la città è rimasta sotto il controllo dell'ISIS per tutto il 2015 e la maggior parte del 2016. I soldati turchi sono stati dispiegati in una missione di formazione nel distretto di Mosul nel 2015, senza l'autorizzazione di Baghdad, ma con il permesso del Kurdistan iracheno. Tuttavia, l'Iraq ha chiesto aiuto da parte della Turchia quando il primo ministro dell'Iraq, Haydar al-'Abadi, ha parlato in una conferenza durante la sua visita in Turchia il 25 dicembre 2014. Il 7 novembre 2016, durante la battaglia di Mosul, i combattenti peshmerga hanno lanciato un'offensiva massiccia per liberare la città da Da'esh. I peshmerga hanno circondato la città per due settimane. Si crede fossero rimasti tra i 100 e i 200 jihadisti. Il comandante Kaka Hama ha detto che i peshmerga sono scesi da tre fronti e che le coalizioni di attacco aeree hanno svolto un ruolo importante nell'assedio. Nel primo pomeriggio, è stato riferito che Bashiqa era stata liberata e che i peshmerga ne erano entrati in pieno controllo.

## Società

### Evoluzione demografica
I residenti di Bashiqa sono perlopiù yazidi e shabak con una minoranza di assiri e musulmani arabi.

### Lingue
Gli yazidi a Bashiqa e il suo villaggio gemellato Bahzani parlano l'arabo come lingua madre.

## Gastronomia
Bashiqa è famosa per i suoi olivi, olio d'oliva, sapone, la sua cipolla, sottaceti e arak. Era una destinazione turistica per i residenti a Mosul e iracheni in generale. Bashiqa è circondata da fattorie di olive tutte intorno alla città e c'è una piccola montagna a nord.